# Луїза Гриневич
Луї́за Грине́вич (пол. Luiza Hryniewicz, нар. 14 вересня 1990, Лодзь) — польська плавчиня і фотомодель.

## Життєпис
Учасниця шкільного спортивного клубу Delfin Łódź (1997—2004) і міжшкільного спортивного клубу Trójka Łódź (з 2004). На чемпіонаті Європи серед юніорів 2005 року у плаванні класичним стилем на 50 м посіла перше місце, а наступного року на тому ж Чемпіонаті у плаванні класичним стилем на 50 м і на 100 м здобула бронзову медаль.
У 2008 році на чемпіонаті серед сеньйорів у плаванні на 50 м класичним стилем завоювала срібляну, а на чемпіонатах сеньойорів у 2005 і 2006 роках — бронзові медалі.
З 2009 року працює моделлю, зокрема, знялася для польської версії журналу Playboy.